# Coelosia neotropica
Coelosia neotropica är en tvåvingeart som beskrevs av Lane 1959. Coelosia neotropica ingår i släktet Coelosia och familjen svampmyggor. Inga underarter finns listade i Catalogue of Life.